# David Morris Lee
David Morris Lee (Rye, 20 januari 1931) is een Amerikaans natuurkundige die in 1996 de Nobelprijs voor Natuurkunde kreeg met Douglas Osheroff en Robert Coleman Richardson vanwege "hun ontdekking van superfluïditeit in helium-3."

## Biografie
Lee werd geboren in Rye, in de staat New York, als zoon van de elektrotechnicus Marvin Lee en onderwijzeres Annette Franks Lee. Zijn ouders waren kinderen van joodse immigranten uit Engeland en Litouwen. Na de Rye High School studeerde hij natuurkunde aan de Harvard-universiteit, die hij in 1952 afsloot met een bachelordiploma. Aansluitende diende hij 22 maanden in het Amerikaanse leger. Vervolgens zette hij zijn studie natuurkunde voort aan de universiteit van Connecticut (master in 1955) en Yale-universiteit. Daar trad hij toe tot de lagetemperatuurfysicagroep van Henry Fairbank, waar hij experimenteel onderzoek deed naar vloeibaar helium-3.
Na het behalen van zijn Ph.D. in 1959 nam Lee een baan aan als docent natuurkunde bij de Cornell-universiteit, waar hij verantwoordelijk was voor het opzetten van een nieuw laboratorium van atomaire en vaststoffysica. Kort na zijn aankomst te Ithaca ontmoette hij zijn toekomstige echtgenote, Dana, destijds promovendus op een andere faculteit. In 1969 werd hij er benoemd tot hoogleraar natuurkunde, van 1999 tot 2009 was hij er James G. White Dist. Prof of the Physical Sciences. Sedert november 2009 is hij hoogleraar aan de Texas A&M-universiteit.

## Werk
Het werk dat leidde tot Lee’s Nobelprijs werd uitgevoerd begin jaren 1970. Samen met Robert C. Richardson en promovendus Douglas Osheroff gebruikte Lee een Pomeranchuk-element om het gedrag te onderzoeken van de isotoop helium-3 bij temperaturen van enkele duizendsten van een graad boven het absolute nulpunt. Beneden de 0,003 K ontdekten ze onverwachte resultaten in hun metingen, resultaten die ze uiteindelijk verklaarden als een faseovergang naar de superfluïde fase van helium-3. (Hoewel helium-3 uit fermionen bestaat en niet, zoals helium-4, uit bosonen). Voor deze ontdekking verkregen Lee, Richardson en Osheroff in 1996 gezamenlijk de Nobelprijs voor Natuurkunde.
Lee’s onderzoek omvatte ook een aantal andere onderwerpen in de lagetemperatuurfysica, speciaal gerelateerd aan vloeibaar, vast en superfluïde helium (helium-3, helium-4 en mengsels van beide). Daarnaast deed hij studie naar magnetische resonantie, spinpolarisatie van waterstofgas (met Jack Freed), supergeleiding en ultralagetemperatuur cryogenica.
Naast de Nobelprijs werd Lee voor zijn superfluïde helium-3 werk ook onderscheiden met de Sir Francis Memorial Award (1976) van het Britse Institute of Physics en de Oliver E. Buckley Condensed Matter Prize (1981) van de American Physical Society. Daarnaast is hij lid van de National Academy of Sciences en de American Academy of Arts and Sciences.